# Paul Schockemöhle

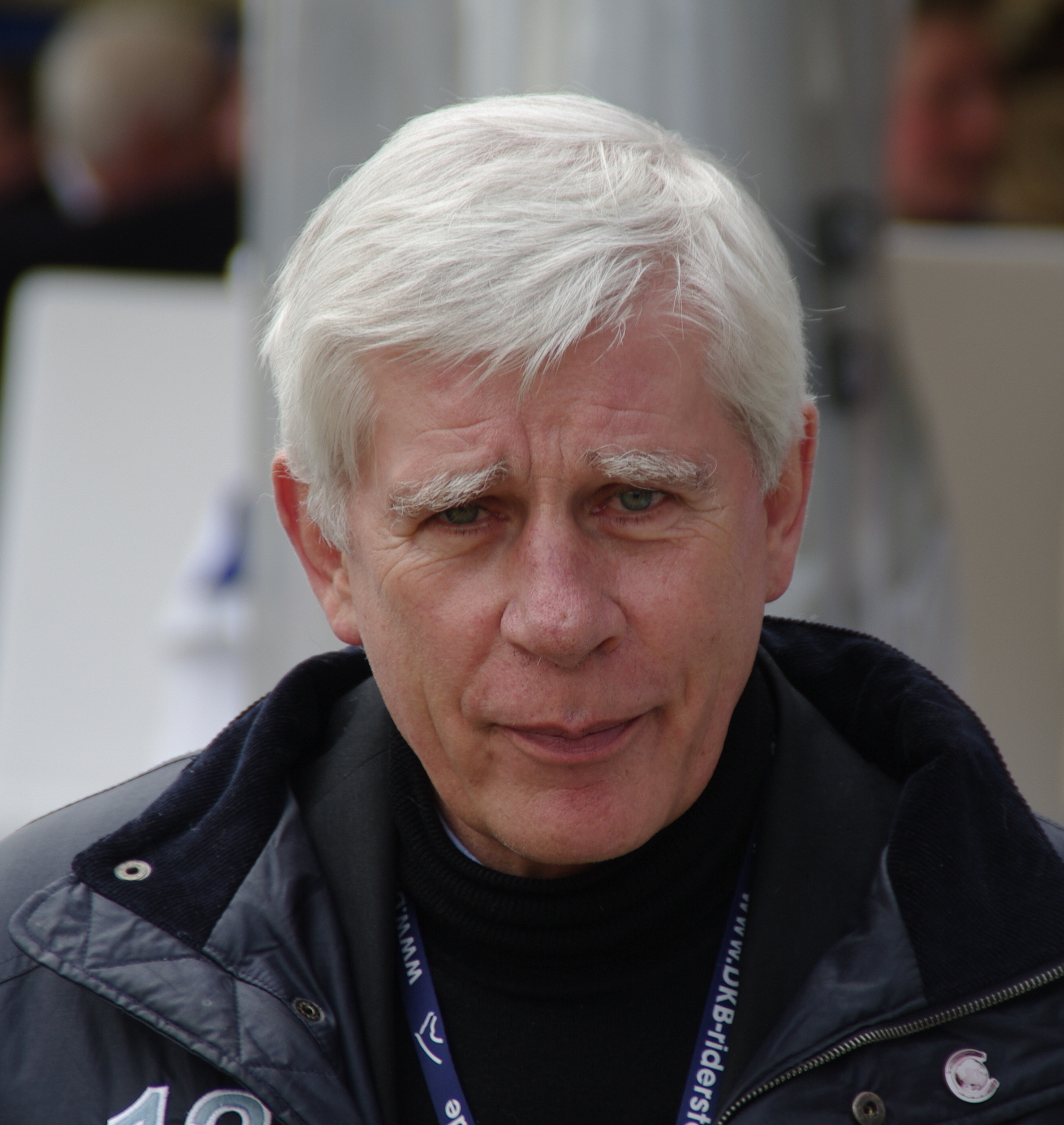
Paul Schockemöhle in 2013

Paul Schockemöhle (Mühlen, gem. Steinfeld, 22 maart 1945) is een voormalig Duits springruiter. Hij is de jongere broer van Alwin Schockemöhle, ook een succesvol Duits springruiter.
Hij was niet alleen een topruiter maar is ook een succesvol trainer en paardenfokker. Hij was drie keer Europees kampioen met zijn paard Deister, en hij trainde ook andere ruiters en bracht hen op olympisch niveau. Zo trainde hij onder anderen Franke Sloothaak, Ludger Beerbaum en Dirk Hafemeister.
Tegenwoordig heeft Schockemöhle een stoeterij (fokstal) voor sportpaarden, die al vele succesvolle paarden heeft voortgebracht.

## Erelijst
- 1976: Zilveren medaille in teamverband bij de Olympische Spelen in Montreal met Agent
- 1981: Gouden medaille in teamverband en individueel bij de Europese Kampioenschappen in München met Deister
- 1983: Individueel een gouden medaille bij de Europese Kampioenschappen in Hickstead met Deister
- 1984: Bronzen medaille in teamverband bij de Olympische Spelen in Los Angeles met Deister
- 1985: Bronzen medaille in teamverband en individueel een gouden medaille bij de Europese Kampioenschappen in Dinard met Deister

### Hickstead Derby
- 1982: Winnaar met Deister
- 1985: Winnaar met Lorenzo
- 1986: Winnaar met Deister